# Pískový filtr

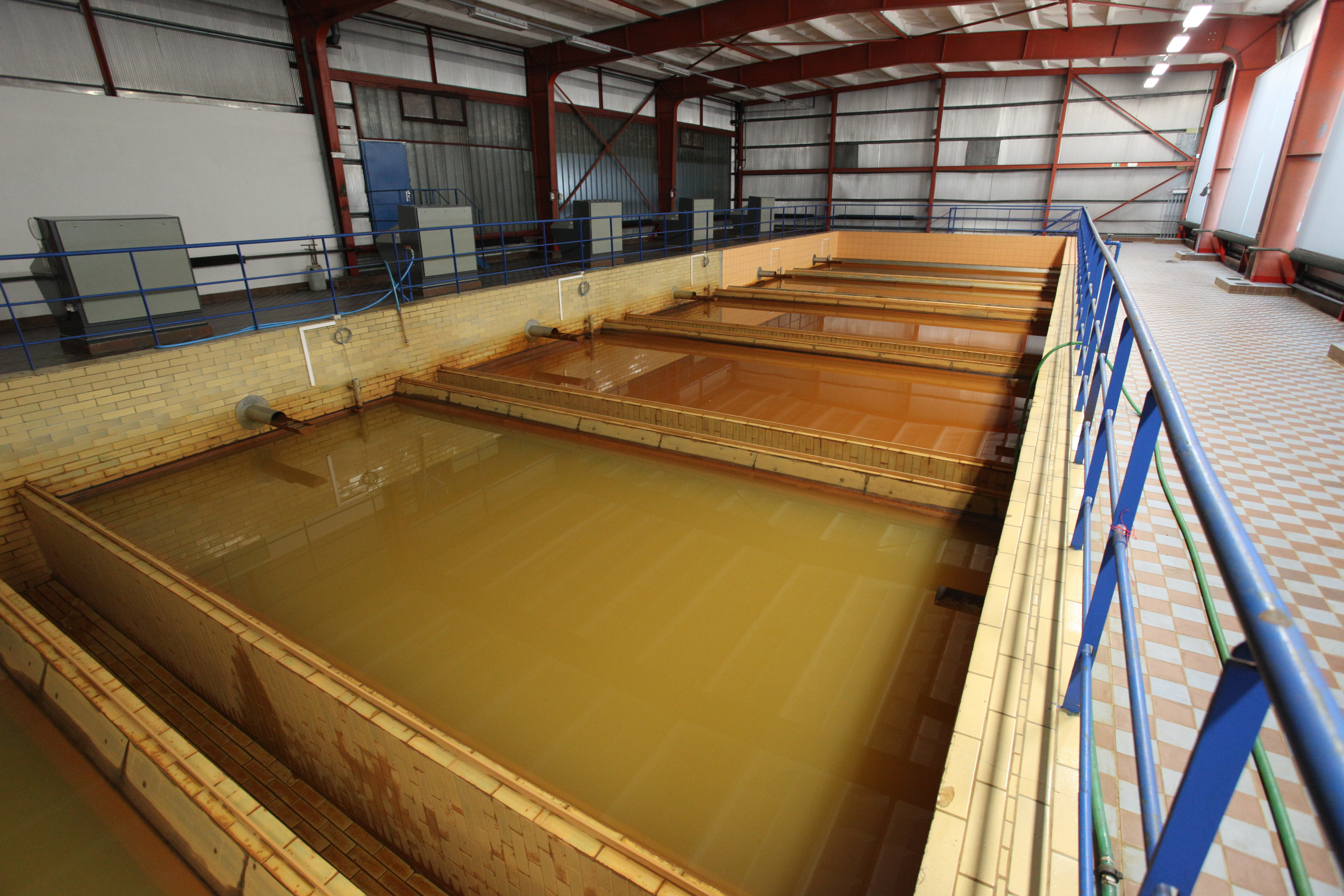
Pískové rychlofiltry odželezovny vod v Káraném

Pískový filtr je zařízení sloužící k filtraci vody a zachycování hrubých rozpuštěných frakcí z vody. Principiálně voda přitéká na filtr, protéká skrz, kde dochází k zachycené větší částí a odtéká dále. Modifikací pískového filtru jsou biofiltry, kde se předpokládá na každém zrnku přítomnost biofilmu s mikroorganismy, které „vyjídají“ z vody určité látky.

## Rychlofiltry
Pískové rychlofiltry se používají například při čištění pitné vody. Zařízení obsahuje několik van se standardizovaným pískem (tedy stejnou velikostí zrn) a standardizovanou hloubkou. Písek je od dna oddělen deskou s malými póry. Rychlost průtoku je regulována odtokovými klapkami na dně. Jak se filtr postupně zanáší, jsou klapky postupně otvírány, aby docházelo, ke stejné rychlosti filtrace. Po nějakém čase se filtr zanese a je třeba ho vyprat.